# Сарджо Брадина
Сарджо Караджа Брадина е български общественик от Македония.

## Биография
Роден е в голямото мияшко село Тресонче, Дебърско в 1778 година в големия мияшки род Брадиновци. Той е сред най-богатите и влиятелни хора в Миячията. Предпазва родното си селото от турския аскер и по негово време Тресонче процъфтява. Сарджо Брадина се посвещава на борба с Цариградската патриаршия в тясно сътрудничество с Гюрчин Кокале. Брадина е запомнен и с покръстването на ислямизираните мияци от областта Река и от селата в планина Бистра, което е вършил пред целия народ. Поради тази дейност Сарджо лежи 10 години в затвора в град Призрен в Косово. В 1852 година отваря със собствени средства първото основно училище в Миячията. С негова материална подкрепа е изградена и църквата в Тресонче „Св. св. Петър и Павел“, чийто ктитор става Сарджо.
На 18 юни 1884 година Сарджо и Петър Брадински не допускат в Тресонче гръцкия владика Антим Дебърски, казвайки му че селото признава българския архиерейски наместник Теофил Аврамов.
Внук на Сарджо Брадина е българският просветен деец Мино Сарджов. Негов правнук е сърбоманинът Томо Смилянич.